# Harpalika (mjesec)
Harpalika (također Jupiter XXII) je prirodni satelit planeta Jupiter, iz grupe Ananke. Retrogradni nepravilni satelit s oko 4.4 kilometra u promjeru i orbitalnim periodom od 624.542 dana.